# Olympische Sommerspiele 2016/Kanu
Bei den Olympischen Spielen 2016 in Rio de Janeiro wurden 16 Entscheidungen im Kanusport ausgetragen. Vom 7. bis 11. August 2016 fanden im Deodoro Olympic Whitewater Stadium im X-Park Deodoro vier Entscheidungen im Kanuslalom statt, einer bei den Frauen und drei bei den Männern. Vom 15. bis 20. August 2016 folgten dann in der Lagoa Rodrigo de Freitas zwölf Entscheidungen im Kanurennsport, vier bei den Frauen und acht bei den Männern.
Erfolgreichste Nation war Deutschland, dessen Kanuten vier Goldmedaillen, zwei Silbermedaillen und eine Bronzemedaille gewannen. Max Rendschmidt und Marcus Groß wurden im Zweier-Kajak über 1000 m Olympiasieger, wie auch mit Tom Liebscher und Max Hoff im Vierer-Kajak über dieselbe Distanz. Die beiden übrigen Olympiasiege gelangen Sebastian Brendel, der ebenfalls über 1000 m im Einer-Canadier und auch im Zweier-Canadier mit Jan Vandrey Erster wurde.

## Wettbewerbe und Zeitplan

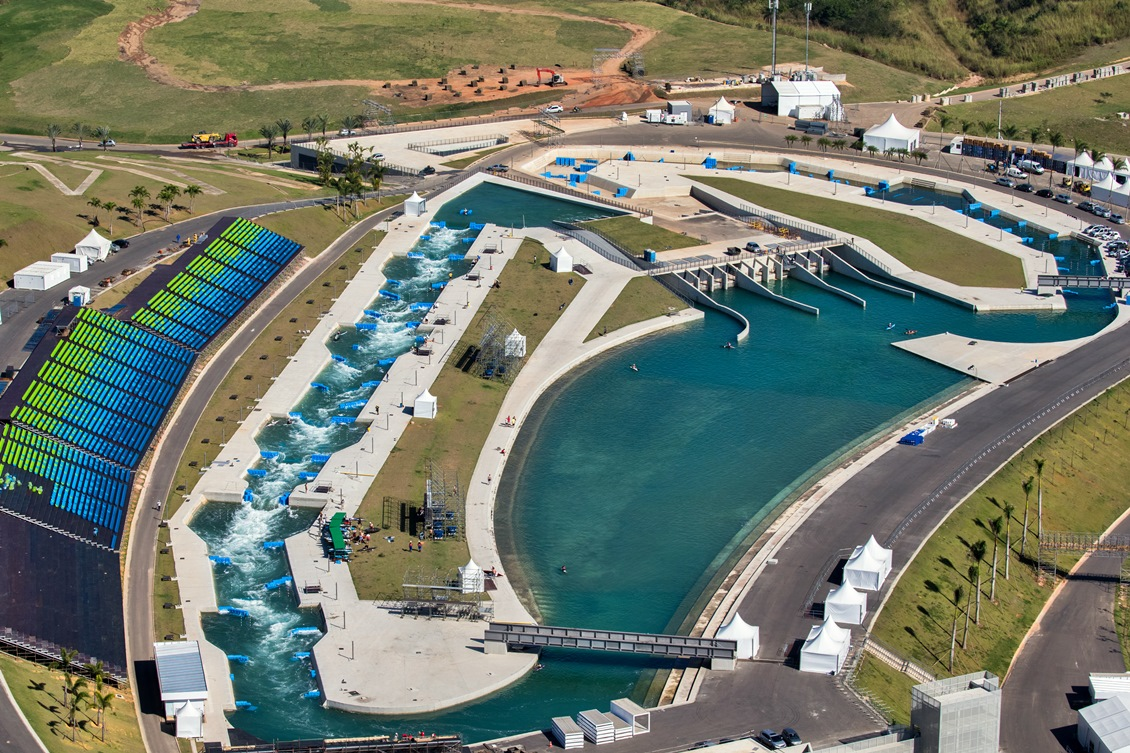
Kanuslalom-Strecke im X-Park

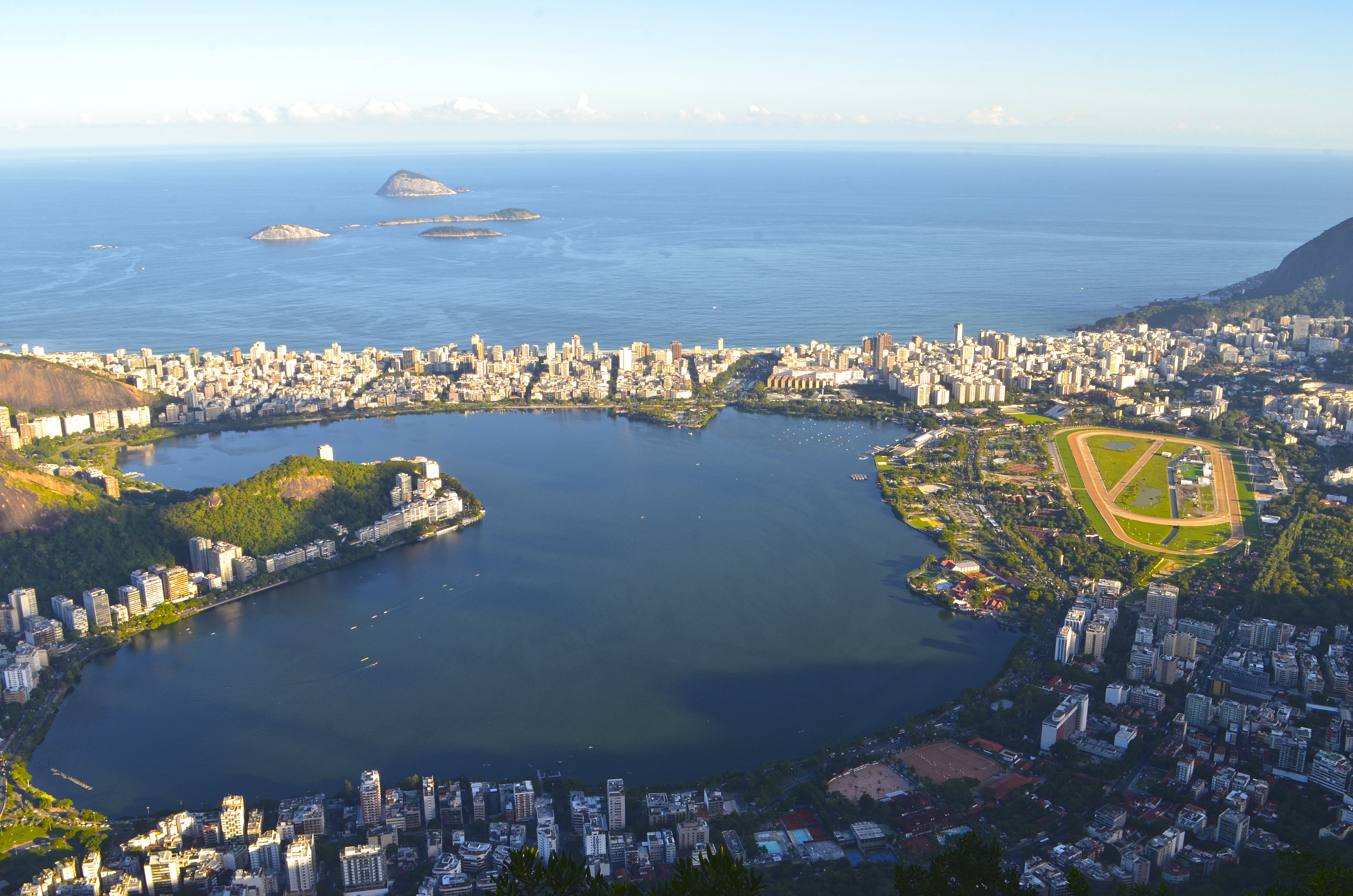
Lagoa Rodrigo de Freitas

| Wettbewerbe und Zeitplan Kanuslalom | Wettbewerbe und Zeitplan Kanuslalom | Wettbewerbe und Zeitplan Kanuslalom | Wettbewerbe und Zeitplan Kanuslalom | Wettbewerbe und Zeitplan Kanuslalom | Wettbewerbe und Zeitplan Kanuslalom | Wettbewerbe und Zeitplan Kanuslalom | Wettbewerbe und Zeitplan Kanuslalom |
| Wettbewerbe                         | Boote                               | Athleten                            | August                              | August                              | August                              | August                              | August                              |
| Frauen                              |                                     |                                     | 7.                                  | 8.                                  | 9.                                  | 10.                                 | 11.                                 |
| ----------------------------------- | ----------------------------------- | ----------------------------------- | ----------------------------------- | ----------------------------------- | ----------------------------------- | ----------------------------------- | ----------------------------------- |
| Kajak-Einer (K-1)                   | -                                   | -                                   |                                     |                                     |                                     |                                     |                                     |
| Männer                              |                                     |                                     | 07.                                 | 08.                                 | 09.                                 | 10.                                 | 11.                                 |
| Kajak-Einer (K-1)                   | -                                   | -                                   |                                     |                                     |                                     |                                     |                                     |
| Canadier-Einer (C-1)                | -                                   | -                                   |                                     |                                     |                                     |                                     |                                     |
| Canadier-Zweier (C-2)               | -                                   | -                                   |                                     |                                     |                                     |                                     |                                     |

|  | Vorlauf |  | Halbfinale und Finale |

| Wettbewerbe und Zeitplan Kanurennsport | Wettbewerbe und Zeitplan Kanurennsport | Wettbewerbe und Zeitplan Kanurennsport | Wettbewerbe und Zeitplan Kanurennsport | Wettbewerbe und Zeitplan Kanurennsport | Wettbewerbe und Zeitplan Kanurennsport | Wettbewerbe und Zeitplan Kanurennsport | Wettbewerbe und Zeitplan Kanurennsport | Wettbewerbe und Zeitplan Kanurennsport |
| Wettbewerbe                            | Boote                                  | Athleten                               | August                                 | August                                 | August                                 | August                                 | August                                 | August                                 |
| Frauen                                 |                                        |                                        | 15.                                    | 16.                                    | 17.                                    | 18.                                    | 19.                                    | 20.                                    |
| -------------------------------------- | -------------------------------------- | -------------------------------------- | -------------------------------------- | -------------------------------------- | -------------------------------------- | -------------------------------------- | -------------------------------------- | -------------------------------------- |
| Kajak-Einer (K-1) 200 m                | -                                      | -                                      |                                        |                                        |                                        |                                        |                                        |                                        |
| Kajak-Einer (K-1) 500 m                | -                                      | -                                      |                                        |                                        |                                        |                                        |                                        |                                        |
| Kajak-Zweier (K-2) 500 m               | -                                      | -                                      |                                        |                                        |                                        |                                        |                                        |                                        |
| Kajak-Vierer (K-4) 500 m               | -                                      | -                                      |                                        |                                        |                                        |                                        |                                        |                                        |
| Männer                                 |                                        |                                        | 15.                                    | 16.                                    | 17.                                    | 18.                                    | 19.                                    | 20.                                    |
| Kajak-Einer (K-1) 200 m                | -                                      | -                                      |                                        |                                        |                                        |                                        |                                        |                                        |
| Kajak-Zweier (K-2) 200 m               | -                                      | -                                      |                                        |                                        |                                        |                                        |                                        |                                        |
| Canadier-Einer (C-1) 200 m             | -                                      | -                                      |                                        |                                        |                                        |                                        |                                        |                                        |
| Kajak-Einer (K-1) 1000 m               | -                                      | -                                      |                                        |                                        |                                        |                                        |                                        |                                        |
| Kajak-Zweier (K-2) 1000 m              | -                                      | -                                      |                                        |                                        |                                        |                                        |                                        |                                        |
| Kajak-Vierer (K-4) 1000 m              | -                                      | -                                      |                                        |                                        |                                        |                                        |                                        |                                        |
| Canadier-Einer (C-1) 1000 m            | -                                      | -                                      |                                        |                                        |                                        |                                        |                                        |                                        |
| Canadier-Zweier (C-2) 1000 m           | -                                      | -                                      |                                        |                                        |                                        |                                        |                                        |                                        |

|  | Vorlauf und Halbfinale |  | Finale |

## Bilanz

### Medaillenspiegel
| Platz | Land           | Gold | Silber | Bronze | Gesamt |
| ----- | -------------- | ---- | ------ | ------ | ------ |
| 01    | Deutschland    | 4    | 2      | 1      | 7      |
| 02    | Spanien        | 3    | –      | 1      | 4      |
| 03    | Ungarn         | 3    | –      | –      | 3      |
| 04    | Großbritannien | 2    | 2      | –      | 4      |
| 05    | Slowakei       | 1    | 2      | –      | 3      |
| 06    | Frankreich     | 1    | 1      | 1      | 3      |
| 06    | Neuseeland     | 1    | 1      | 1      | 3      |
| 08    | Ukraine        | 1    | –      | 1      | 2      |
| 09    | Brasilien      | –    | 2      | 1      | 3      |
| 10    | Tschechien     | –    | 1      | 2      | 3      |
| 11    | Aserbaidschan  | –    | 1      | 1      | 2      |
| 11    | Polen          | –    | 1      | 1      | 2      |
| 13    | Dänemark       | –    | 1      | –      | 1      |
| 13    | Serbien        | –    | 1      | –      | 1      |
| 13    | Slowenien      | –    | 1      | –      | 1      |
| 16    | Australien     | –    | –      | 2      | 2      |
| 16    | Russland       | –    | –      | 2      | 2      |
| 18    | Japan          | –    | –      | 1      | 1      |
| 18    | Litauen        | –    | –      | 1      | 1      |
| 18    | Belarus        | –    | –      | 1      | 1      |
| Total | Total          | 16   | 16     | 17     | 49     |

### Medaillengewinner
| Konkurrenz             | Gold                                                           | Silber                                                 | Bronze                                                       |
| ---------------------- | -------------------------------------------------------------- | ------------------------------------------------------ | ------------------------------------------------------------ |
| Einer-Kajak 200 m      | Liam Heath                                                     | Maxime Beaumont                                        | Saúl Craviotto Ronald Rauhe                                  |
| Einer-Kajak 1000 m     | Marcus Walz                                                    | Josef Dostál                                           | Roman Anoschkin                                              |
| Zweier-Kajak 200 m     | Spanien Saúl Craviotto Cristian Toro                           | Großbritannien Liam Heath Jon Schofield                | Litauen Edvinas Ramanauskas Aurimas Lankas                   |
| Zweier-Kajak 1000 m    | Deutschland Max Rendschmidt Marcus Groß                        | Serbien Marko Tomićević Milenko Zorić                  | Australien Ken Wallace Lachlan Tame                          |
| Vierer-Kajak 1000 m    | Deutschland Max Rendschmidt Tom Liebscher Marcus Groß Max Hoff | Slowakei Tibor Linka Denis Myšák Juraj Tarr Erik Vlček | Tschechien Daniel Havel Jan Štěrba Josef Dostál Lukáš Trefil |
| Einer-Canadier 200 m   | Jurij Tscheban                                                 | Valentin Demjanenko                                    | Isaquias Queiroz                                             |
| Einer-Canadier 1000 m  | Sebastian Brendel                                              | Isaquias Queiroz                                       | Ilja Schtokalow                                              |
| Zweier-Canadier 1000 m | Deutschland Jan Vandrey Sebastian Brendel                      | Brasilien Isaquias Queiroz Erlon Silva                 | Ukraine Dmytro Jantschuk Taras Mischtschuk                   |
| Slalom Einer-Kajak     | Joseph Clarke                                                  | Peter Kauzer                                           | Jiří Prskavec                                                |
| Slalom Einer-Canadier  | Denis Gargaud Chanut                                           | Matej Beňuš                                            | Takuya Haneda                                                |
| Slalom Zweier-Canadier | Slowakei Ladislav Škantár Peter Škantár                        | Großbritannien David Florence Richard Hounslow         | Frankreich Gauthier Klauss Matthieu Péché                    |

| Konkurrenz         | Gold                                                                    | Silber                                                                     | Bronze                                                                            |
| ------------------ | ----------------------------------------------------------------------- | -------------------------------------------------------------------------- | --------------------------------------------------------------------------------- |
| Einer-Kajak 200 m  | Lisa Carrington                                                         | Marta Walczykiewicz                                                        | Inna Osipenko-Radomska                                                            |
| Einer-Kajak 500 m  | Danuta Kozák                                                            | Emma Jørgensen                                                             | Lisa Carrington                                                                   |
| Zweier-Kajak 500 m | Ungarn Gabriella Szabó Danuta Kozák                                     | Deutschland Franziska Weber Tina Dietze                                    | Polen Beata Mikołajczyk Karolina Naja                                             |
| Vierer-Kajak 500 m | Ungarn Gabriella Szabó Danuta Kozák Tamara Csipes Krisztina Fazekas-Zur | Deutschland Steffi Kriegerstein Sabrina Hering Tina Dietze Franziska Weber | Belarus Maryna Litwintschuk Marharyta Machnewa Nadseja Ljapeschka Wolha Chudsenka |
| Slalom Einer-Kajak | Maialen Chourraut                                                       | Luuka Jones                                                                | Jessica Fox                                                                       |

## Ergebnisse Kanurennsport

### Männer

#### Einer-Kajak 200 m
| Platz | Land | Sportler            | Zeit (s) |
| ----- | ---- | ------------------- | -------- |
| 1     | GBR  | Liam Heath          | 35,19    |
| 2     | FRA  | Maxime Beaumont     | 35,36    |
| 3     | ESP  | Saúl Craviotto      | 35,66    |
| 3     | GER  | Ronald Rauhe        | 35,66    |
| 5     | LVA  | Aleksejs Rumjancevs | 35,89    |
| 6     | ITA  | Manfredi Rizza      | 36,00    |
| 7     | CAN  | Mark de Jonge       | 36,08    |
| 8     | AUS  | Stephen Bird        | 36,42    |

#### Einer-Kajak 1000 m
| Platz | Land | Sportler         | Zeit (min) |
| ----- | ---- | ---------------- | ---------- |
| 1     | ESP  | Marcus Walz      | 3:31,447   |
| 2     | CZE  | Josef Dostál     | 3:32,145   |
| 3     | RUS  | Roman Anoschkin  | 3:33,363   |
| 4     | AUS  | Murray Stewart   | 3:33,741   |
| 5     | POR  | Fernando Pimenta | 3:35,349   |
| 6     | DEN  | Rene Holten      | 3:36,840   |
| 7     | GER  | Max Hoff         | 3:37,581   |
| 8     | SVK  | Peter Gelle      | 3:40,691   |

#### Zweier-Kajak 200 m
| Platz | Land | Sportler                           | Zeit (s) |
| ----- | ---- | ---------------------------------- | -------- |
| 1     | ESP  | Saúl Craviotto Cristian Toro       | 32,07    |
| 2     | GBR  | Liam Heath Jon Schofield           | 32,36    |
| 3     | LTU  | Edvinas Ramanauskas Aurimas Lankas | 32,38    |
| 4     | HUN  | Sándor Tótka Péter Molnár          | 32,41    |
| 5     | GER  | Tom Liebscher Ronald Rauhe         | 32,48    |
| 6     | SRB  | Nebojša Grujić Marko Novaković     | 32,65    |
| 7     | FRA  | Sébastien Jouve Maxime Beaumont    | 32,69    |
| 8     | CAN  | Ryan Cochrane Hugues Fournel       | 33,76    |

#### Zweier-Kajak 1000 m
| Platz | Land | Sportler                           | Zeit (min) |
| ----- | ---- | ---------------------------------- | ---------- |
| 1     | GER  | Max Rendschmidt Marcus Groß        | 3:10,781   |
| 2     | SRB  | Marko Tomićević Milenko Zorić      | 3:10,969   |
| 3     | AUS  | Ken Wallace Lachlan Tame           | 3:12,593   |
| 4     | POR  | Emanuel Silva João Ribeiro         | 3:12,889   |
| 5     | LTU  | Ričardas Nekriošius Andrej Olijnik | 3:14,748   |
| 6     | ITA  | Nicola Ripamonti Giulio Dressino   | 3:14,883   |
| 7     | HUN  | Tibor Hufnágel Benjámin Ceiner     | 3:15,387   |
| 8     | SVK  | Erik Vlček Juraj Tarr              | 3:15,916   |

#### Vierer-Kajak 1000 m
| Platz | Land | Sportler                                                     | Zeit (min) |
| ----- | ---- | ------------------------------------------------------------ | ---------- |
| 1     | GER  | Max Rendschmidt Tom Liebscher Marcus Groß Max Hoff           | 3:02,143   |
| 2     | SVK  | Tibor Linka Denis Myšák Juraj Tarr Erik Vlček                | 3:05,044   |
| 3     | CZE  | Daniel Havel Jan Štěrba Josef Dostál Lukáš Trefil            | 3:05,176   |
| 4     | AUS  | Jordan Wood Riley Fitzsimmons Ken Wallace Jacob Clear        | 3:06,731   |
| 5     | ESP  | Iñigo Peña Óscar Carrera Rodrigo Germade Javier Hernanz      | 3:06,768   |
| 6     | POR  | Emanuel Silva Fernando Pimenta João Ribeiro David Fernandes  | 3:07,482   |
| 7     | FRA  | Cyrille Carré Sebastien Jouve Arnaud Hybois Étienne Hubert   | 3:07,488   |
| 8     | SRB  | Vladimir Torubarov Dajan Pajić Marko Tomićević Milenko Zorić | 3:10,241   |

#### Einer-Canadier 200 m
| Platz | Land | Sportler            | Zeit (s) |
| ----- | ---- | ------------------- | -------- |
| 1     | UKR  | Jurij Tscheban      | 39,27    |
| 2     | AZE  | Valentin Demjanenko | 39,49    |
| 3     | BRA  | Isaquias Queiroz    | 39,62    |
| 4     | ESP  | Alfonso Benavides   | 39,64    |
| 5     | GEO  | Sasa Nadiradse      | 39,81    |
| 6     | RUS  | Andrei Kraitor      | 40,10    |
| 7     | CHN  | Li Qiang            | 40,14    |
| 8     | FRA  | Thomas Simart       | 40,18    |

#### Einer-Canadier 1000 m
| Platz | Land | Sportler           | Zeit (min) |
| ----- | ---- | ------------------ | ---------- |
| 1     | GER  | Sebastian Brendel  | 3:56,926   |
| 2     | BRA  | Isaquias Queiroz   | 3:58,529   |
| 3     | RUS  | Ilja Schtokalow    | 4:00,963   |
| 4     | UKR  | Pawlo Altuchow     | 4:01,587   |
| 5     | CZE  | Martin Fuksa       | 4:03,322   |
| 6     | UZB  | Gerasim Kochnev    | 4:04,205   |
| 7     | ITA  | Carlo Tacchini     | 4:15,368   |
| DSQ   | MDA  | Serghei Tarnovschi | 4:00,852   |

A-Finale: 16. August 2016, 09:08 Uhr
Serghei Tarnovschi wurde zwei Tage nach dem Finallauf des Dopings überführt. Bis zum Abschluss des Rechtsverfahrens durfte er die Medaille allerdings behalten. Schließlich bestätigte der Internationale Sportgerichtshof am 11. Juli 2017 die Entscheidung des Kanu-Weltverbandes, womit er disqualifiziert wurde und die Medaille abgeben musste. Somit rückte Ilja Schtokalow auf den dritten Platz nach.

#### Zweier-Canadier 1000 m
| Platz | Land | Sportler                           | Zeit (min) |
| ----- | ---- | ---------------------------------- | ---------- |
| 1     | GER  | Jan Vandrey Sebastian Brendel      | 3:43,91    |
| 2     | BRA  | Isaquias Queiroz Erlon Silva       | 3:44,81    |
| 3     | UKR  | Dmytro Jantschuk Taras Mischtschuk | 3:45,94    |
| 4     | HUN  | Henrik Vasbányai Róbert Mike       | 3:46:19    |
| 5     | RUS  | Ilja Perwuchin Ilja Schtokalow     | 3:46,77    |
| 6     | CUB  | Fernando Jorge Serguey Torres      | 3:48,13    |
| 7     | CZE  | Filip Dvořák Jaroslav Radoň        | 3:49,35    |
| 8     | UZB  | Gerasim Kochnev Serik Mirbekov     | 3:52,92    |

### Frauen

#### Einer-Kajak 200 m
| Platz | Land | Sportlerin              | Zeit (s) |
| ----- | ---- | ----------------------- | -------- |
| 1     | NZL  | Lisa Carrington         | 39,86    |
| 2     | POL  | Marta Walczykiewicz     | 40,27    |
| 3     | AZE  | Inna Osipenko-Radomska  | 40,40    |
| 4     | SLO  | Špela Ponomarenko Janić | 40,76    |
| 5     | FRA  | Sarah Guyot             | 40,89    |
| 6     | ESP  | Teresa Portela          | 41,05    |
| 7     | SWE  | Linnea Stensils         | 41,29    |
| 8     | KAZ  | Inna Klinova            | 41,52    |

#### Einer-Kajak 500 m
| Platz | Land | Sportlerin             | Zeit (min) |
| ----- | ---- | ---------------------- | ---------- |
| 1     | HUN  | Danuta Kozák           | 1:52,49    |
| 2     | DEN  | Emma Jørgensen         | 1:54,32    |
| 3     | NZL  | Lisa Carrington        | 1:54,37    |
| 4     | BLR  | Maryna Litwintschuk    | 1:54,47    |
| 5     | GER  | Franziska Weber        | 1:54,55    |
| 6     | CHN  | Zhou Yu                | 1:54,99    |
| 7     | SRB  | Dalma Ružičić-Benedek  | 1:55,09    |
| 8     | AZE  | Inna Osipenko-Radomska | 1:56,57    |

#### Zweier-Kajak 500 m
| Platz | Land | Sportlerinnen                          | Zeit (min) |
| ----- | ---- | -------------------------------------- | ---------- |
| 1     | HUN  | Gabriella Szabó Danuta Kozák           | 1:43,687   |
| 2     | GER  | Franziska Weber Tina Dietze            | 1:43,738   |
| 3     | POL  | Beata Mikołajczyk Karolina Naja        | 1:45,207   |
| 4     | UKR  | Anastassija Todorowa Inna Hryschtschun | 1:45,868   |
| 5     | RUS  | Jelena Anjuschina Kyra Stepanowa       | 1:46,319   |
| 6     | BLR  | Nadseja Ljapeschka Maryna Litwintschuk | 1:46,967   |
| 7     | KAZ  | Natalya Sergeyeva Irina Podoinikowa    | 1:48,361   |
| 8     | AUS  | Alyssa Bull Alyce Burnett              | 1:51,915   |

A-Finale: 16. August 2016, 09:16 Uhr

#### Vierer-Kajak 500 m
| Platz | Land | Sportlerinnen                                                             | Zeit (min) |
| ----- | ---- | ------------------------------------------------------------------------- | ---------- |
| 1     | HUN  | Gabriella Szabó Danuta Kozák Tamara Csipes Krisztina Fazekas-Zur          | 1:31,48    |
| 2     | GER  | Steffi Kriegerstein Sabrina Hering Tina Dietze Franziska Weber            | 1:32,38    |
| 3     | BLR  | Maryna Litwintschuk Marharyta Machnewa Nadseja Ljapeschka Wolha Chudsenka | 1:33,90    |
| 4     | UKR  | Marija Powch Inna Hryschtschun Anastassija Todorowa Switlana Achadowa     | 1:34,21    |
| 5     | NZL  | Jaimee Lovett Aimee Fisher Kayla Imrie Caitlin Ryan                       | 1:35,19    |
| 6     | DEN  | Emma Jørgensen Ida Villumsen Amalie Thomsen Henriette Engel Hansen        | 1:36,05    |
| 7     | GBR  | Rebeka Simon Jess Walker Rachel Cawthorn Louisa Gurski                    | 1:37,04    |
| 8     | CAN  | Andréanne Langlois Genevieve Orton Émilie Fournel Kathleen Fraser         | 1:37,73    |

## Ergebnisse Kanuslalom

### Männer

#### Einer-Kajak
| Platz | Land | Sportler            | Zeit (s) |
| ----- | ---- | ------------------- | -------- |
| 1     | GBR  | Joseph Clarke       | 88,53    |
| 2     | SLO  | Peter Kauzer        | 88,70    |
| 3     | CZE  | Jiří Prskavec       | 88,99    |
| 4     | GER  | Hannes Aigner       | 89,02    |
| 5     | SVK  | Jakub Grigar        | 89,43    |
| 6     | BRA  | Pedro Da Silva      | 91,54    |
| 7     | ITA  | Giovanni De Gennaro | 91,77    |
| 8     | FRA  | Sébastien Combot    | 92,55    |

Finale: 10. August 2016, 15:15 Uhr

#### Einer-Canadier
| Platz | Land | Sportler             | Zeit (s) |
| ----- | ---- | -------------------- | -------- |
| 1     | FRA  | Denis Gargaud Chanut | 94,17    |
| 2     | SVK  | Matej Beňuš          | 95,02    |
| 3     | JPN  | Takuya Haneda        | 97,44    |
| 4     | CZE  | Vítězslav Gebas      | 97,57    |
| 5     | GER  | Sideris Tasiadis     | 97,90    |
| 6     | SLO  | Benjamin Savšek      | 99,36    |
| 7     | USA  | Casey Eichfeld       | 99,69    |
| 8     | ESP  | Ander Elosegi        | 101,27   |

Finale: 9. August 2016, 15:15 Uhr

#### Zweier-Canadier
| Platz | Land | Sportler                          | Zeit (min) |
| ----- | ---- | --------------------------------- | ---------- |
| 1     | SVK  | Ladislav Škantár Peter Škantár    | 1:41,58    |
| 2     | GBR  | David Florence Richard Hounslow   | 1:42,01    |
| 3     | FRA  | Gauthier Klauss Matthieu Péché    | 1:43,24    |
| 4     | GER  | Franz Anton Jan Benzien           | 1:43,58    |
| 5     | POL  | Marcin Pochwała Piotr Szczepański | 1:44,97    |
| 6     | RUS  | Michail Kusnezow Dmitri Larionow  | 1:46,70    |
| 7     | SLO  | Luka Božič Sašo Taljat            | 1:47,73    |
| 8     | CZE  | Jonáš Kašpar Marek Šindler        | 1:48,35    |

Finale: 11. August 2016, 14:15 Uhr

### Frauen

#### Einer-Kajak
| Platz | Land | Sportlerin        | Zeit (s) |
| ----- | ---- | ----------------- | -------- |
| 1     | ESP  | Maialen Chourraut | 98,65    |
| 2     | NZL  | Luuka Jones       | 101,82   |
| 3     | AUS  | Jessica Fox       | 102,49   |
| 4     | SVK  | Jana Dukátová     | 103,86   |
| 5     | AUT  | Corinna Kuhnle    | 104,75   |
| 6     | GBR  | Fiona Pennie      | 105,70   |
| 7     | GER  | Melanie Pfeifer   | 106,89   |
| 8     | ITA  | Stefanie Horn     | 107,22   |

Finale: 11. August 2016, 15:00 Uhr